# INVASION
INVASION — музыкальная группа в стиле альтернативный рок-метал. Основана Вадимом Медведевым 11 декабря 1995 года в г. Рига (Латвия).

## О группе

### Ранние годы
С 1995 по 1998 год INVASION играли в стиле трэш-метал. Первый раз, ещё о совсем молодой группе узнали благодаря песне «Come Back To The World», которая вошла в единственный на тот момент сборник рок-метал музыки «Melna Piektdiena», а также благодаря участию на Метал фестивалях, организованных «Gothic Prodaction» Во всем этом помог гитарист уже на тот момент продвинутой группы Heaven Grey Вечеслав Никитин. Эти мероприятия назывались «First Forst», «Baltic Metal Maas», «Black Friday», «Black Selebration», « Melna Piektdiena» и другие. Также благодаря этим концертам стали известны другие латвийские Метал-группы: Sanctimony, Neglected Fields, Skyforger, Gust Of Anger (Trendkill Method). В музыке INVASION тогда можно было услышать женский оперный голос, что было очень редким явлением в Латвийской метал музыке в середине 90-х. Редким явлением тогда был также хедбэнгинг. Многие уважаемые группы стояли на концертах, как прикованные к одному месту, и смотрели на грифы своих гитар. Invasion быстро осознали эту важную для выступления разницу по отношению к западным группам, и были в самых первых рядах, освоившими технику игры на гитарах при сильном хедбэнгинге.

### НЮ Метал
В 1998 году с приходом в группу нового барабанщика Андрея Крауклиса по кличке Крюк, стиль группы поменялся на ню-метал. Кожаные косухи сменили на спортивную одежду. В моде был «Korn». Сперва группа имела сомнения, так как это был другой стиль и немного другая аудитория, но вскоре на презентации альбома «Line Of Advance» сомнения рассеялись. Клуб Slepenais Experiments был наполнен «качевыми» фанами и музыку Invasion приняли очень мощно.

### Распад группы
Музыканты INVASION верили в то, что будут зарабатывать на жизнь своей музыкой, но несмотря на многочисленные концерты и релизы вскоре стало ясно, что это далеко не так. Что бы как-то свести концы с концами Invasion сами торговали на концертах своими и чужими кассетами. Позднее они сдавали репетиционное помещение другим Латвийским группам. Репетировать приходили тогда ещё не известные Skyforger, Sanctimony, Preternatural и другие. Вырученных денег едва ли хватало на то, чтобы чинить аппаратуру на которой они репетировали и платить аренду за помещение. Творчество группы стало угасать вместе с желанием играть. Между музыкантами начали появляться разногласия и лидер группы закрыл помещение и расформировал Invasion, а сам занялся предпринимательской деятельностью. Бас гитарист Роман Петряков и барабанщик Андрей Крауклис присоединились к своему другу, бывшему лидеру группы «Trace» Евгению Кобзеву и создали вместе группу Scary Mary. С 2000 до 2007 года Invasion была не действительной и не разу не собиралась для совместного творчества.

### Возвращение группы
После почти шести летней музыкальной паузы в 2006 году Лидер бывшей группы Invasion Медведев пришёл к своему приятелю Виталию Девятникову домой, у которого была небольшая домашняя студия. Там были сделаны несколько пробных демо записей. Результатом этого стало возвращение INVASION c новым стилем альтернативный рок. Группа начала писать музыку в стиле HIM, The Rasmus, Alterbridge, Hoobastank.
Ранние два альбома группа записывала в студии «Phoenix» у Яниса Левитса, который являлся гитаристом ранее известных групп «Husquarn» и «Remains» Это была студия оборудованная 16 канальным бабинным магнитафоном «Tascam» . Это была единственная студия где в то время писали метелистов. Компьютерная запись появились лишь с третьего альбома. Записывание музыки значительно упростилось, появились новые возможности для микширования. Это послужило поводом для новых шагов.
Для репетиций и записи третьего альбома в феврале 2007 группа открыла студию звукозаписи для собственного творчества INVASION Records. Новый стиль и звучание сильно отличались. По сравнению с ранним Invasion на смену рычащего вокала в стиле гроулинг пришёл мелодичный вокал. Старые поклонники негативно отнеслись к новому альбому «Made In Heaven». Для них это была «попса». Но тяжелый метал-группа играть больше не собиралась. Эту музыку они «переросли» и она имела достаточно ограниченные возможности, поэтому было принято решение зарабатывать популярность у новой аудитории.
Все релизы были записаны и выпущены как правило самостоятельно, лишь для распространения использовались юридические лица. Однако это не помешало Invasion попадать в ротацию многочисленных радиостанций и телепередач. Все сольные концерты у себя на родине в Латвии INVASION организовывает собственноручно. INVASION за своё существование дали более 100 живых выступлений, при этом делили сцену с такими группами как Cradle Of Filth, Чайф, Ногу свело, Gorky Park, Suzi Quatro, Agnostic Front, Pain, Hypocricy, Слот, Of The Wall , Sinister, Pro Pain, Expoloited, The Rasmus, Poets of The Fall и многими другими.

### Вдохновители группы
Музыканты INVASION получали вдохновение от таких западных групп как «Death», «Testament», «Sepultura». К концу 90-х их кумирами были «Korn», «Pantera», «Machine Head», «Deftones», «Coal Chamber». На сегодняшний день их стиль и вкусы близки с такими группами как : «Alter Bridge», «Seether», «Disturbed», «SIXX:AM».

## Основные принципы группы
- Зарабатывать свою популярность самим, своими силами, без помощи Музыкальных лейблов и продюсеров.
- Только ламповое, живое звучание с насыщенной мелодией
- Только живые выступления, без фонограммы.
- INVASION не играет на корпоративах, свадьбах, днях рождениях (за исключением близких друзей) и политических мероприятиях.
- INVASION не выступает в залах, где предусмотрены только сидячие места.
- INVASION не принимает участие в коррумпированных конкурсах, таких как «годовой приз» или отборы на евровидение.

## Состав группы
- Вадим Медведев — Вокал (с 1995)
- Александр Кудерко — Ударные (с 2010)
- Александр Федоров — Гитара (с 2011)
- Вадим Шарин — Гитара (с 2007-2010, с 2012)
- Сергей Фомичев — Басгитара (с 2010-2012, с 2013)

### Бывшие участники группы
- Филип Савкин — гитара (1995—2010)
- Алексей Прытков — Басгитара (1995—1997)
- Роман Петряков — Басгитара (1997—2000)
- Андрей Крауклис — Ударные (1998—2010)
- Олег Зацепин — Ударные (1996—1998)
- Фритьев Белышев — Ударные (1995—1996)
- Артис Янэ — Басгитара (2010—2010)
- Ян Курпниеrc — Басгитара (с 2013-2013)
- Виталий Девятников — Басгитара (2007—2010)

## Дискография
1996 " To The Eternity (недоступная ссылка) "
1999 « Line Of Advance (недоступная ссылка)»
2008 « Made In Heaven (недоступная ссылка)»

### Другие аудио релизы
1996 песня «Come Back To The World» на сборнике «Мelna Piektdiena 2» 

1997 песня «Immortality (live)» на сборнике «Melna Piektdiena 3»

### Музыка к фильмам
Художественно-документальный фильм «OMEGA» 2012. Песни: «Frozen Heart», «Hello Emptiness»

## Видеоклипы
2009 «I Want you Back»
2012 «Blow Is Blind»